# Naturgasterminal

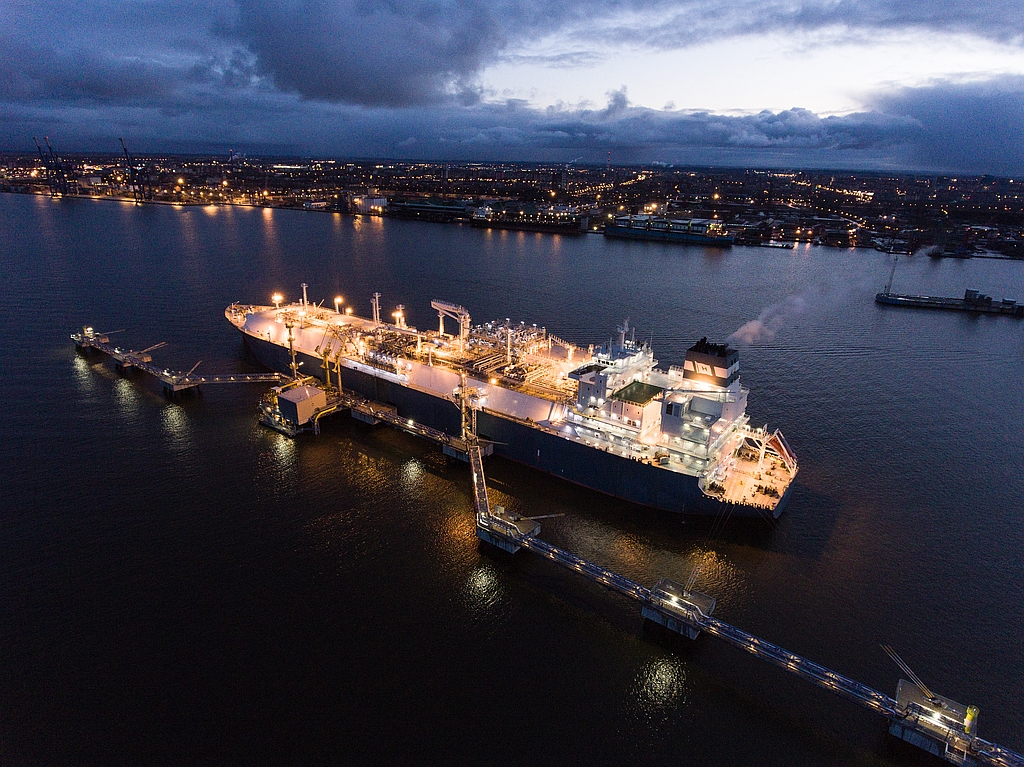
Den flytande LNG-terminalen Independence i Klaipėdas hamn

Naturgasterminal eller LNG-terminal, är en anläggning för omlastning och förvaring av flytande naturgas (LNG).
Gasen görs flytande genom nedkylning till -162 °C, vilket minskar volymen 600 gånger. Detta underlättar transport och förvaring.

## Återförgasningsanläggningar och omlastningsterminaler i Skandinavien och Östersjöområdet
I Skandinavien och runt Östersjön finns det ett antal återförgasningsanläggningar och omlastningsterminaler, där LNG kan återförgasas, respektive lagras och överföras från ett transportslag till ett annat.
| Plats                                                                       | Kapacitet  | Driftsstart                     | Operatör                                                                       |  |
| --------------------------------------------------------------------------- | ---------- | ------------------------------- | ------------------------------------------------------------------------------ |  |
| Göteborgs hamns bunkringsanläggning för LNG, Sverige (endast omlastning)    |            | 2018                            | Swedegas                                                                       |  |
| Nynäshamns LNG-terminal, Sverige                                            | 20 000 m3  | Mars 2011                       | Gasum                                                                          |  |
| Øra LNG-terminal, Norge                                                     | 5 900 m3   | 2011                            | Gasum                                                                          |  |
| Lysekils LNG-terminal, Sverige                                              | 30 000 m3  | Maj 2014                        | Gasum                                                                          |  |
| Oxelösunds LNG-terminal, Sverige                                            | 30 000 m3  | Planerad till 2023              | Oxgas                                                                          |  |
| Björneborgs LNG-terminal, Finland                                           | 30 000 m3  | Augusti 2016                    | Gasum                                                                          |  |
| Manga LNG-terminal, Torneå, Finland                                         | 50 000 m3  | 2017                            | Manga LNG (Outokumpu, SSAB, Gasum och EPV Energia)                             |  |
| Hamina LNG Oy, Fredrikshamn, Finland                                        | 30 000 m3  | 2022                            | Hamina LNG Oy (Haminan Energia Oy, estniska Alexela Group OÜ och Wärtsilä Oyj) |  |
| Klaipėdos Nafta flytande LNG-terminal, FSRU Independence, Klaipėda, Litauen | 170 000 m3 | 2014                            | Klaipėdos Nafta                                                                |  |
| Świnoujścies LNG-terminal, Świnoujście, Polen                               | 160 000 m3 | 2015                            | Polskie LNG S.A. (Gaz-System)                                                  |  |
| Flytande LNG-terminal, FSRU Exemplar, i Joddböle, Ingå, Finland             | 150 000 m3 | Planerad i drift i januari 2023 | Gasgrid Finland                                                                |  |